# تعذر الأداء الافتكاري الحركي
تعذر الأداء الافتكاري الحركي أو اللاأدائية الفكرية الحركية (بالإنجليزية: Ideomotor apraxia)‏ الحركي هو اضطراب عصبي يتسم بعدم القدرة على تقليد حركات اليد واستخدام أداة التمثيل الايمائي طوعا وعلى سبيل المثال التظاهر بتسريح الشخص شعره. القدرة على استخدام الأدوات بتلقائيه قد تضل سليمه لكن غالبًا تفقد كتسريح الشعر في الصباح دون طلب ذلك. تم تطوير المفهوم العام لتعذر الأداء وتصنيف تعذر الأداء الافتكاري الحركي في ألمانيا في أواخر القرن التاسع عشر وأوائل القرن العشرين عن طريق عمل هوغو ليبمان، أدولف كسموال، أرنولد بيك، بول فليسيغ، هيرمان مونك، كارل نوتنا غيل، تيودور ماينرت، واللغوي هيمان شتاي نتال، وغيرهم. وقد صنف ليبمان تعذر الأداء الافتكاري الحركي بأنه «تعذر الأداء-الفكر الحركية» التي تتسبب في الفصل الواضح لفكرة العمل مع تنفيذه. ولم يتم تحديد تصنيفات لمختلف الأنواع الفرعية بشكل جيد في الوقت الحاضر، ولكنه يحدد نظرا لقضايا التشخيص والفيزيولوجيا المرضية. تعذر الأداء الافتكاري الحركي هي فرضيه ناتجه عن اضطراب النظام الذي يربط ما بين استخدام الأدوات المخزنة والمعلومات الإيمائية مع حاله الجسد لإداء مخرجات حركيه سليمه. ويعتقد أن هذا النظام متصل مع مناطق الدماغ والتي تكون غالبا متضرره عندما يكون تعذر الأداء الافتكاري الحركي موجود في الفص الجداري الأيسر والقشرة أمام الحركية. لا يمكن فعل الكثير في الوقت الحاضر على عكس العجز الحركي الموجود في تعذر الأداء الافتكاري الحركي، على الرغم من أن مدى الاختلال الوظيفي الذي يحرضه غير واضح تماما.

## المحتويات
- العلامات والاعراض
- التشخيص
- الفيزيولوجيا المرضية
- المعالجة
- المراجع
- قراءه متقدمة
- روابط إضافية

## العلامات والاعراض
تعذر الاداء الحركي يؤثر على قدرة الفرد على القيام بالأفعال المألوفة والشائعة والمطلوبة مثل التلويح وداعا. +الأشخاص الذين يعانون من تعذر الاداء الافتكاري الحركي يتعرضون لفقدان القدرة على تنفيذ الحركات ويمكن أن تظهر أخطاء في طريقه امساك أو تحريك أداة في محاولة اداءها بالشكل الصحيح. أحد الأعراض المميزة لتعذر الأداء الافتكاري الحركي هو عدم القدرة على التمثيل الإيمائي لحركات الجسد في استخدام الأداة. على سبيل المثال، إذا تم تسليم شخص طبيعي فرشاه شعر وطلب منه التظاهر بتسريح شعره سيقوم بالإمساك به بطريقه صحيحه وتمريره من خلال شعره. لكن إذا تكررت مع مريض يعاني من تعذر الاداء الافتكاري الحركي فانه قد يحرك فرشاه الشعر في دوائر كبيره حول رأسه أو يمسكه رأسا على عقب أو ربما يحاول تفريش أسنانه بها. وقد يكون أيضا عيبا موقتا بالفطرة كتمشيط الشعر ببطء شديد. ومن الأعراض المميزة الآخرى لتعذر الأداء الافتكاري الحركي هو عدم القدرة على تقليد حركات اليد التي لا معنى لها أو التي له معنى بناء على طلبها. ومن حركات اليد التي لا معنى لها مثل جعل شخص ما ان يحرك ابهامه بزاوية تسعين درجه ووضعه تحت أنفه بيده على وجهه. وهذه الحركة ليس لها معنى متعلق بها. ومن جهة أخرى الحركة ذات المعنى هي مثل القاء التحية أو التوديع. ثمة فارق مهم هنا وهو أن كل ما سبق الإشارة اليه من افعال قد بدأت بوعي وطواعية. وهذا يعني أن شخص طلب منه على وجه التحديد إما تقليد ما يقوم به شخص آخر أو تم إعطائه الاوامر الشفهية، مثل «التلويح وداعا.» والأشخاص الذين يعانون من تعذر الأداء الافتكاري الحركي يعرفون ما يفترض القيام به فعلى سبيل المثال لأنهم يعلمون كيفية التلويح وداعا وما على الذراع واليد فعله لتحقيق ذلك، ولكن لا يستطيعون تنفيذ الحركة بشكل صحيح. وهذا النوع من الأفعال الطوعية يتضح في الأفعال التلقائية. والمرضى الذين يعانون من تعذر الأداء الافتكاري الحركي لا تزال لديهم القدرة على أداء حركات تلقائيه إذا شخص يعرفونه قد غادر الغرفة، على سبيل المثال، قد تكون يستطيعون توديع هذا الشخص، على الرغم من كونه غير قادر على القيام بذلك في حال طلب منه .القدرة على أداء هذا النوع من الأعمال من تلقاء أنفسهم ليست دائما ممكنة ولكن البعض يعاني من فقدان هذه القدرة. التعرف على الحركات ذات المعنى، على سبيل المثال فهم ما يعني التلويح باليدين للتوديع وعندما ينظر إليه وكأنه غير مصاب بتعذر الأداء الافتكاري الحركي. وقد تبين أيضا أن الذين يعانون من تعذر الأداء الافتكاري الحركي قد يكون لديهم بعض العجز في الحركات العفوية العامة. ويبدو بأن مرضى تعذر الأداء غير قادرين على الاستفادة من أصابعهم كمجموعه مترابطة وأصبح مع تعذر الأداء أكثر شدة. وقد ثبت أيضا أن مرضى تعذر الأداء أبطأ في تحديد النقطة في الضوء الهدف عندما لا يرون أيديهم بالمقارنة مع الأصحاء الذين يمرون بنفس الظروف. ولا تختلف كلا من المجموعتين عندما يكونون قادرين على رؤية أيديهم. ويبدو ايضاً بأن السرعة والدقة في استيعاب الأجسام لم تتأثر بتعذر الأداء الافتكاري الحركي. ويظهر أن المرضى الذين يعانون من تعذر الأداء الافتكاري الحركي يعتمدون بشكل كبير على المدخلات البصرية عند إجراء الحركات أكثر من الأشخاص الطبيعيون.

## التشخيص
لا يوجد اختبار واحد مؤكد لتشخيص تعذر الأداء الافتكاري الحركي ولكن هناك العديد من الفحوصات التي تستخدم سريرياً لإجراء التشخيص. ومعايير التشخيص ليست محفوظه تماما بين الأطباء السريريون في تشخيص تعذر الاداء بشكل عام أو في تمييز انواعه الفرعية. وتقريبا كل الاختبارات التي وضعت هنا تؤكد بأن تشخيص تعذر الأداء الافتكاري الحركي يشترك في سمة مشتركة وهي تقييم القدرة على تقليد الحركات. ويُستخدم الاختبار الذي طوره جورج غولدنبرغ لتقييم القدرة على تقليد 10 حركات. ويوضح الاختبار الحركة للمريض ويتم تقييمه على ما إذا تم تقليد الحركة بشكل صحيح أو لا. وإذا كانت أول محاولة لتقليد هذه الحركة غير ناجحة، يتم المحاولة للمرة الثانية. ويتم إعطاء درجات للتقليد الصحيح في المرة الأولى أعلى من درجات المرة الثانية، ويتم إعطاء أقل عدد من النقاط عند عدم تقليد هذه الحركة بشكل صحيح. وجميع الحركات المستخدمة في الاختبار لا معنى لها، مثل وضع اليد منبسطة على الجزء العلوي من الرأس أو بسطها خارجا والأصابع نحو الأذن. وتم تصميم هذا الاختبار خصيصاً لتعذر الأداء الأفتكاري الحركي. والاختلاف الرئيسي هو في نوع وعدد الحركات المستخدمة. ويُستخدم في الاختبار الواحد أربعة وعشرين حركة مع ثلاث محاولات لكل حركه ونظام تهديف قائم على المحاولات المماثلة لبروتوكول غولدنبرغ. وتنقسم الحركات التي يقلدها المريض في الاختبار إلى حركات الاصابع، على سبيل المثال جعل حركة مقص مع السبابة والإصبع الأوسط، وحركات اليد والذراع، على سبيل المثال القيام بالتحية وهذا البروتوكول يجمع ما بين الحركات التي لها معنى والتي ليست لها معنى. يستخدم الاختبار الآخر خمس حركات ذات معنى، مثل التلويح وداعا أو حك رأسك وخمس حركات لا معنى لها. والاختلافات الاضافية في هذا الاختبار هي الاوامر الشفهية لبدء الحركة والذي من شانه التمييز ما بين الأداء الدقيق والغير دقيق الذي يمكن تمييزه. وفي إحدى الاختبارات يتم استخدام الأدوات، بما في ذلك المطرقة ومفتاح، مع أمر شفهي لاستخدام الأدوات ومع المريض يقوم بتقليد الفاحصين في استخدام الأدوات الموضحة وقد أظهرت هذه الاختبارات بأنه لا يمكن الاعتماد عليها وحدها لوجود تفاوت كبير بين نتائج التشخيصات الناتجة من الاختبارات. قد يحسن استخدام العديد من الاختبارات في موثوقيتها، وكما أنه من المستحسن أن تشمل التقييمات كيفية أداء المريض للأنشطة في الحياة اليومية واحدة من أحدث الاختبارات التي تم تطويرها حديثا قد يوفر موثوقية أكبر دون الاعتماد على تعدد الاختبارات فهو يجمع بين ثلاثة أنواع من استخدام الأدوات مع تقليد الحركات. ويتضمن قسم استخدام الأداة استخدام المريض لفن التمثيل الإيمائي مع عدم وجود أي أداه، ومن ثم النظر المباشر نحو الأداة، وأخيرا التواصل عن طريق اللمس مع الأداة. وهذا الاختبار يستهدف تعذر الأداء الفكري والافتكاري الحركي اما الجزء الثاني يستهدف تعذر الأداء الافتكاري الحركي تحديدا.وأظهرت إحدى الدراسات وجود إمكانيات كبيرة لهذا الاختبار ولكنها تحتاج إلى المزيد من الدراسات للأصدر هذه النتائج قبل ان يصرح عنها بكل ثقة. هذا الاضطراب غالبا يحدث مع الاضطرابات العصبية التنكسية الأخرى مثل مرض باركنسون ومرض الزهايمر. ويمكن لهذه الاعتلالات المرضية ان تجعل من الصعب إيجاد مميزات معينه لتعذر الأداء الافتكاري الحركي. والجزء المهم في تمييز تعذر الأداء الافتكاري الحركي هي التحكم في الحركات الأساسية سليمة وهو الضعف الشديد الذي يتضمن استخدام الأدوات والحركات الجسدية. بالإضافة إلى ذلك يجب على الأطباء ان يستبعدوا تعذر الأداء كتشخيص ممكن، كما في التجارب التي تتضمن الأوامر الشفهية لأن مريض تعذر الأداء قد يفشل في أداء هذه المهمة بشكل صحيح لعدم قدرتهم على فهم الاتجاهات .

## السبب
السبب الأكثر شيوعا لتعذر الأداء الافتكاري الحركي هو الآفة الإقفاريه من جانب واحد في الدماغ، وهي الأضرار التي لحقت بنصف واحد من الدماغ بسبب انقطاع وصول الدم كما هو الحال في السكتة دماغية. وهناك مناطق مختلفه من الدماغ حيث ارتبطت الآفات بتعذر الأداء الافتكاري الحركي. في البداية كان يعتقد أن الضرر الذي يصيب التحت قشرية للمادة البيضاء في المخ والمحاور العصبية التي تمتد إلى أسفل خلايا الجسم الموجوده في قشرة الدماغ بالمنطقة الرئيسيه المسؤولة عن هذا النوع من تعذر الأداء. آلأفات التي تصيب العقد القاعدية قد تكون مسؤولة أيضا، على الرغم من أن هناك جدلا كبيرا حول ما إذا كان الضرر الذي لحق بالعقد القاعدية وحدها سيكون كافيا لإحداث تعذر الأداء أظهرت الآفات بأنها ليست الأكثر انتشارا في مرضى تعذر الأداء. في الواقع هذه الانواع من الافات هي أكثر شيوعا بين الاشخاص الذين لا يعانون من تعذر الاداء. الآفات الأكثر ارتباطا بتعذر الأداء الافتكاري الحركي هي آفات المناطق الجدارية وأمام الحركية اليسرى في الدماغ. وقد قدم المرضى المصابين بآفات في منطقة المحرك التكميلية في الدماغ أيضا بتعذر الأداء الافتكاري الحركي. الآفات الجسم الثفني ( الجسم الجاسئ ) في الدماغ يمكن أيضا أن يحفز أعراض تشبه أعراض تعذر الاداء، مع وجود آثار المتفاوتة بينهما ولكنها لم تدرس بدقه. بالإضافة إلى الآفات الدماغية الموجوده في الدماغ وكما كان ينظر تعذر الأداء الافتكاري الحركي في علاج الاضطرابات العصبية التنكسيه مثل مرض باركنسون ومرض الزهايمر ومرض هنتنغتون واختلال التفكير والشلل فوق النوى المترقي.

## الفيزيولوجيا المرضية
والفرضية السائدة لفيزيولوجيا تعذر الأداء الافتكاري الحركي المرضية هي أن آفات الدماغ المختلفه ترتبط مع الاضطراب والذي من شأنها يتعطيل أجزاء من نظام التطبيق العملي بطريقة أو بأخرى. ونظام التطبيق العملي هو مناطق الدماغ التي تاخذ المدخلات الحسية المصنوعه للوصول إلى المعلومات المخزنة حول الأدوات والحركات الجسديه، وترجمتها إلى مخرجات حركيه. بوكسباوم وآخرون اقترحو أن نظام التطبيق العملي يتضمن ثلاثة أجزاء منفصلة وهي تمثيل الحركات المخزنه ومعرفة الأدوات المخزنه، و «مخطط الجسم الحيوي.» والجزئين الاولين للمعلومات المخزنه هي حول تمثيل الحركات في الدماغ واخاصيه تحريك الأدوات. مخطط الجسم هو نموذج الدماغ من الجسم وموقعه. يقوم نظام التطبيق العملي بربط المعلومات المخزنة بكيفيه تأديتها، على سبيل المثال الغيير حيث ان تمثيل الجسم للحركه ييتغير مع تقدمها. ولا يزال من غير الواضح كيف يقوم هذا النظام بتخطيط الدماغ على الرغم من أن بعض الأبحاث اشارت إلى وجود مواقع محتملة لبعض الأجزاء. وقد اقترح أن يتمركز المخطط الجسم الحيويي في الخلفية الجدارية للقشرة العلويه. وهناك أيضا أدلة على أن جدار الفصيص الأدنى قد تكون موضع لتخزين خاصية حركه الأداة. وهذه المنطقة اظهرت تفعيل عكسي للمخيخ في دراسة لأستخدام والتمثيل الصامت للأداه. إذا انقطعت الاتصالات بين هذه المناطق فنظام التطبيق العملي سيتعطل وربما يؤدي إلى الأصابه بأعراض تعذر الأداء الافتكاري الحركي التي لوحظت مسبقا.

## المعالجة
نظرا لتعقيد المشاكل الطبية التي تواجه مرضى تعذر الأداء الافتكاري الحركي، كما أنهم عادة يعانون من العديد من المشاكل الأخرى، فمن الصعب التأكد من تأثير ها على قدراتهم على العمل باستقلاليه. العجز بسبب مرض باركنسون أو الزهايمر يمكن أن يكون كافي لإخفاء أو جعل صعوبات ليست ذات صلة تنجم عن تعذر الأداء. وقد أظهرت بعض الدراسات بأن تعذر الأداء الافتكاري الحركي يقلل بشكل خاص قدرة المريض على العمل من تلقاء نفسه. يبدو أن الآراء العامه توافق على ان تعذر الأداء الافتكاري الحركي له تأثير سلبي على الاستقلاليه وبذلك تقلل من قدرة الفرد على التعامل مع الأشياء، وكذلك يقلل من القدرة على حل المشاكل الميكانيكية وذلك بسبب عدم القدرة على الحصول على المعلومات حول كيفية عمل الأجزاء المألوفة في نظام غير مألوف. وقد عرف بأن مجموعة فرعية صغيرة من المرضى قد شفيو من تعذر الأداء من تلقاء أنفسهم وهذا أمر نادر الحدوث، ولكن. هناك امل واحد وهو ظاهرة التحويل في نصف الدماغ، حيث المهام التي يقوم بها عادة نصف الدماغ يمكن ان تتحول إلى النصف الأخرى في حال أن الأول تلف. مع ذلك، كنتيجه فأن بعض اجزء من الوظيفة ترتبط مع نصف الآخر من الدماغ لتبدأ. هناك خلاف حول ما إذا كان النصف الأيمن من القشرة يشارك على الإطلاق في نظام التطبيق العملي حيث أن بعض الأدلة من المرضى الذين يعانون من الجسم الثفني (الجسم الجاسئ) في الدماغ تشير إلى عدم اشتراكه. على الرغم من أن هناك القليل الذي يمكن عمله لعكس آثار تعذر الأداء الافتكاري الحركي كالعلاج المهني يالذي يمكن ان يكون فعال في مساعدة المرضى على استعادة بعض السيطرة وظيفية ومشاركه نفس النهج في معالجة تعذر الأداء الفكري، ويتحقق ذلك عن طريق كسر روتين المهام اليومية (مثل تمشيط الشعر) إلى مكونات منفصلة وتعليم كل مكون على حدة. ومع التكرار والكفاءة هذه الحركات يمكن اكتسابها وينبغي ان تندمج في نهاية المطاف لخلق نمط واحد من الحركة.